# Emanuel Nobel

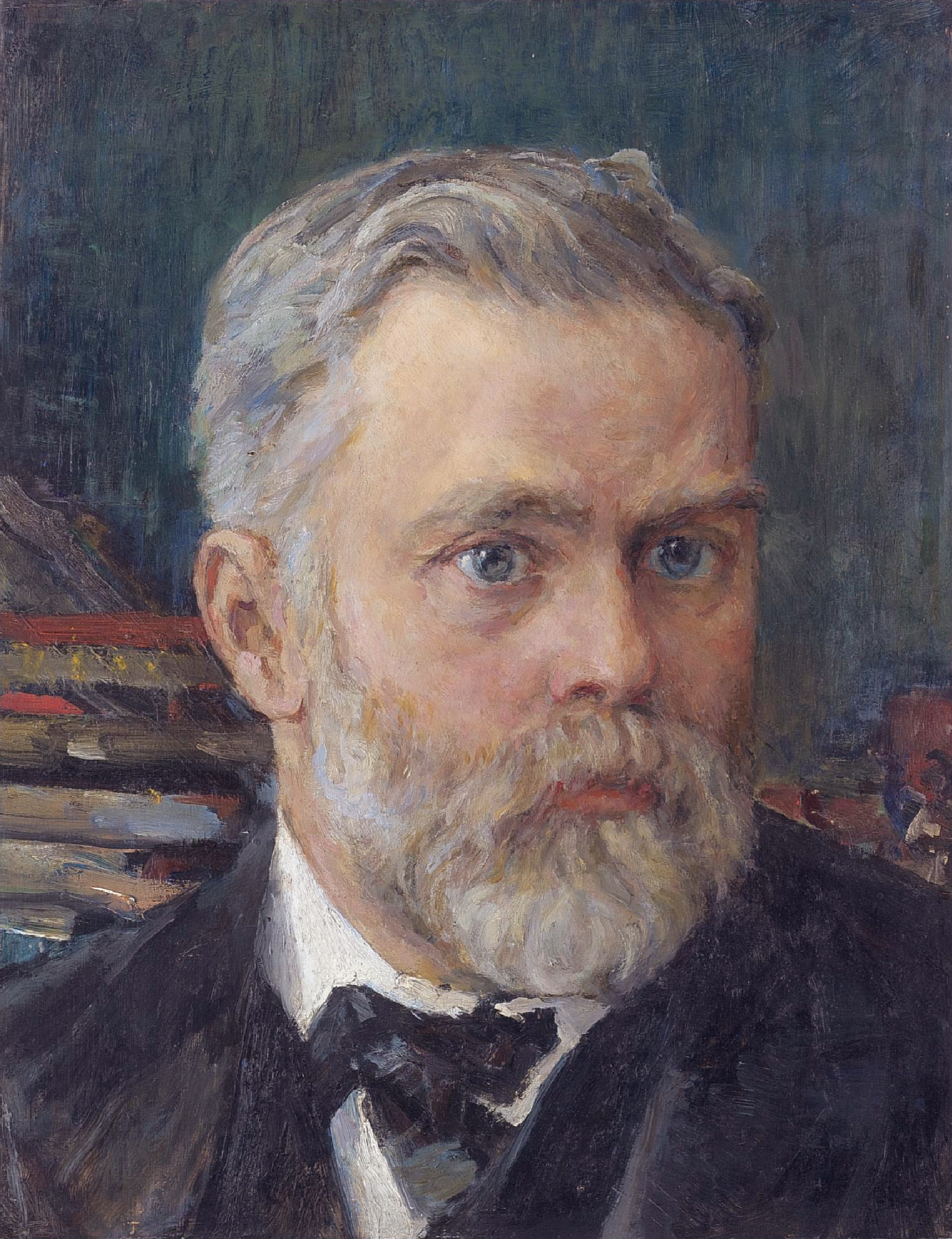
Emmanuel Nobel (Valentin Alexandrovich Serov, 1909)

Emanuel Ludvigovitsj Nobel (Russisch: Эммануил Людвигович Нобель) (Sint-Petersburg, 10 juni 1859 - Stockholm, 31 mei 1932) was een Zweeds-Russische oliebaron, zoon van  Ludvig Nobel, die de oudere broer van Alfred Nobel was.

## Leven
Na de dood van zijn vader in 1888 nam Emanuel Nobel het familiebedrijf over, Branobel, dat gevestigd was in Bakoe. Dit was toen de grootste oliemaatschappij van Europa. Hij had de leiding over dit bedrijf tot hij gedwongen was te vluchten in april 1920, toen de Bolsjewieken de macht grepen in Bakoe, na de Russische Revolutie.

## Innovaties
Emanuel Nobel was een zeer vooruitziend zakenman, net zoals zijn vader, die de aanzet gaf tot de constructie van Ruslands eerste pijpleiding en de eerste olietanker in 1878, alsook de eerste ketelwagen voor spoorvervoer in 1883. Op 16 februari 1898 tekende Emanuel een licentie-overeenkomst in Berlijn met Rudolf Diesel, na Diesel te hebben gehoord in een lezing. De overeenkomst gaf Nobel de mogelijkheid om de eerste dieselmotorfabriek op te richten in Sint-Petersburg, waarvan de motoren werden gebruikt om Branobels vloot van olietankers voort te stuwen. Daarmee bouwde hij ook het eerste dieselmotorschip, wat tevens het eerste dieselelektrische schip was, de Vandal.

## Sociale programma's
In 1889 nam Emmanuel de Russische nationaliteit aan. In Bakoe werd op zijn initiatief een kleine arbeidersstad gebouwd met scholen. Tijdens de cholera-epidemie in 1892  doneerde hij grote bedragen voor de oprichting van het Instituut van Experimentele Geneeskunde. Hij werd aangesteld als erelid van dit instituut, waaraan hij vervolgens meerdere malen grote bedragen schonk, net als aan de medische vooruitgang in het algemeen.